# Folkrepubliken Kinas försvarsministerium

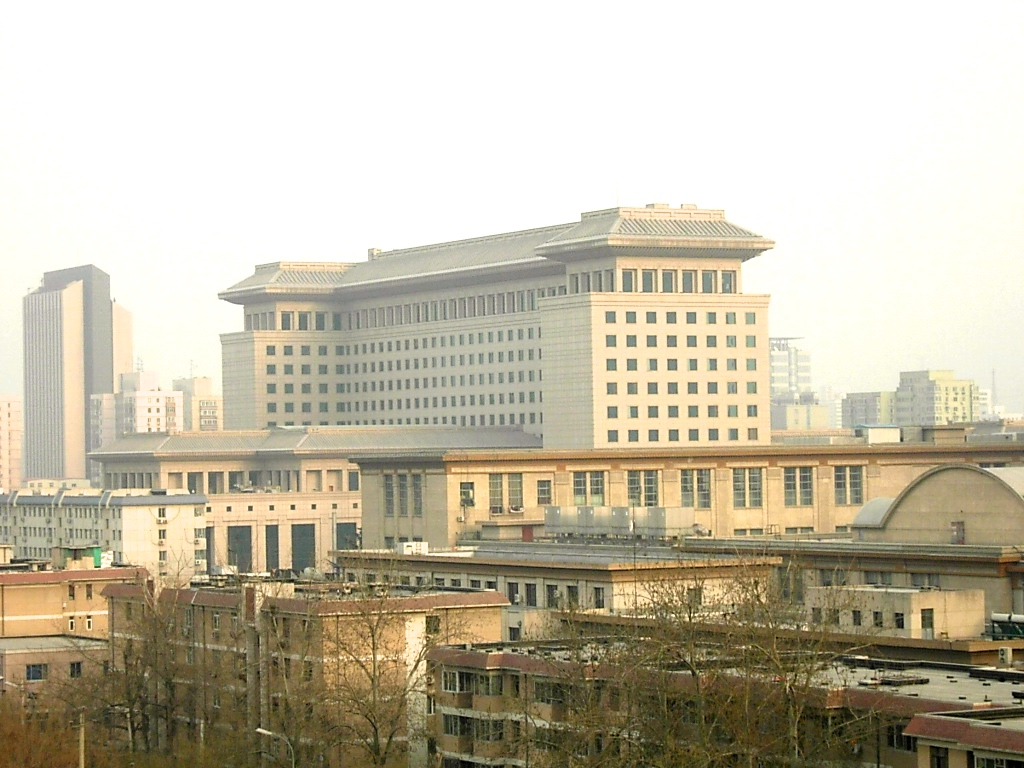
Försvarsministeriets är tillsammans med Centrala militärkommissionen inhysta i "1 augusti-byggnaden" i Peking.

Folkrepubliken Kinas försvarsministerium är ett ministerium som lyder under statsrådet och som leds av försvarsministern. Den första Nationella folkkongressen grundade ministeriet 1954 i enlighet med landets nya konstitution. Ministeriet för inte befäl över Folkets befrielsearmé och försvarsministerns främsta uppgift är att representera landets väpnade styrkor i kontakt med andra länders försvarsmakter. Ministeriet har avdelningar för värvning, organisation, materiel, utbildning och försvarsforskning, men dessa funktioner utövas i praktiken av partiorganet Centrala militärkommissionen, som också för befäl över landets väpnade styrkor.
Den 20 augusti 2009 lade ministeriet upp sin första egna webbplats för att skapa mer tilltro till öppenheten i den kinesiska försvarsmakten.

## Försvarsministrar
Från 1971 till 1975 var ämbetet vakant, med anledning av Kulturrevolutionen.
| Nr     | Namn                   | Tillträdde     | Avgick         |
| ------ | ---------------------- | -------------- | -------------- |
| 1      | Marskalk Peng Dehuai   | september 1954 | april 1959     |
| 2      | Marskalk Lin Biao      | april 1959     | september 1971 |
| vakant |                        |                |                |
| 3      | Marskalk Ye Jianying   | januari 1975   | mars 1978      |
| 4      | Marskalk Xu Xiangqian  | mars 1978      | mars 1981      |
| 5      | Geng Biao              | March 1981     | juni 1983      |
| 6      | General Zhang Aiping   | juni 1983      | mars 1988      |
| 7      | General Qin Jiwei      | mars 1988      | mars 1993      |
| 8      | General Chi Haotian    | mars 1993      | mars 2003      |
| 9      | General Cao Gangchuan  | mars 2003      | 17 mars 2008   |
| 10     | General Liang Guanglie | 17 mars 2008   | 16 mars 2013   |
| 11     | General Chang Wanquan  | 16 mars 2013   | 19 mars 2018   |
| 12     | General Wei Fenghe     | 19 mars 2018   | 12 mars 2023   |
| 13     | General Li Shangfu     | 12 mars 2023   | nuvarande      |